# Медуза (персонаж)
Медуза (англ. Medusa); повне ім'я — Медузаліт Амаквелін Болтагон (англ. Medusalith Amaquelin Boltagon) — персонаж з коміксів американського видавництва Marvel Comics, королева Нелюдів, дружина Чорного Грому, сестра Крістал, була членом Фантастичної четвірки та Жахливої четвірки.

## Історія публікацій
Медуза, створена письменником Стеном Лі та художником Джеком Кірбі, вперше з'явилася у Fantastic Four #36 (березень 1965). Є першою представницею Нелюдів, яка дебютувала у коміксах. Медуза з'явилася в новій серії FF Матта Фракшена та Майка Аллреда, яка побачила світ у листопаді 2012 року.

## Життєпис
Донька Квеліна та Амбур Медузаліт, що народилася в Королівській родині Нелюдів, була вихована, щоб стати королевою. Коли вона була досить маленькою її батьки Медузи піддали впливу Тумана Терригена. В результаті цього, вона отримала здатність керувати своїм волоссям. Ще підлітком вона почала часто відвідувати ізолятор, де знаходився Чорний Грім, і навчилася спілкуватися з ним за допомогою особливої жестової мови. Незабаром між Медузою та Чорним Громом зав'язалися стосунки, що переросли в кохання, їхні стосунки повноцінно продовжилися, коли Чорний Грім був випущений зі своєї камери у 19-річному віці.
Коли раса робітників Альфа Примітивів підняли повстання, Медуза боролася проти їхнього лідера Трикона, але програла, після чого втратила пам'ять і стала мандрівницею, поки її не знайшов лиходій на ім'я Чародій на невеликому середземноморському острові, борючись із французькими солдатами. Оскільки він створював злу версію Фантастичної четвірки, він потребував жінки, щоб приєднатися до його Жахливої четвірки. Медуза охоче погодилася, і вони багато разів намагалися перемогти Фантастичну четвірку. Хоча їхні спроби були невдалі, ці дії привернули увагу Королівської сім'ї, яка стала переслідувати її. Незабаром з'явився її двоюрідний брат Горгон і став переслідувати її разом з Людським факелом . Боротьба між Факелом та Медузою пробудила ув'язненого Людину-дракона, який прийняла Медузу за Невидиму леді, яка раніше була доброю до неї. Він захистив Медузу від Горгона та Фантастичної четвірки. Поки інші були відвернені битвою, Горгону вдалося захопити Медузу та повернути її Чорному Грому та сім'ї. Незабаром вона перестала чинити опір Нелюдям і приєдналася до них у боротьбі проти Фантастичної четвірки, яка прибула, щоб повернути Людського факела, який закохався в сестру Медузи Кристал. Але коли Кристал оголосила, що Тритон був захоплений Шукачем, служителем Максимуса, брата Чорного Грому, Медуза разом із сім'єю телепортувалася до Аттілана, використовуючи Локджо. В Аттілані вони застали Максимуса, який зловтішався над крадіжкою корони Нелюдів. Медуза знала, що Чорний Грім не міг використати свій голос, оскільки це було надто небезпечно, але коли вона натякнула на це, він послухав її як свою майбутню наречену. Чорний Грім не був вражений демонстрацією своєї сили, він вирвав корону Нелюдів із рук Максима, знову ставши лідером Нелюдів. Але невдовзі після того, як до Аттілана прибула Фантастична четвірка, і Людський факел возз'єднався з Кристал, Максимус вистрілив з пістолета в атмосферу, намагаючись знищити все людство. Коли його машина не спрацювала, Медуза зрозуміла, що Нелюд і люди були тієї ж раси. Максимус вийшов і збожеволів та в результаті цього змінив свою машину. Так він створив негативну зону навколо Аттілан, замкнувши в пастку Медузу та інших Нелюдів, тоді як Фантастичній четвірці вдалося втекти. Незабаром Чорний Грім таки вирішив використати свій потужний голос, щоб зруйнувати бар'єр, що відокремлює Аттілану від решти світу.
Рада старійшин у згоді з Чорним Громом відправила Медузу і Королівську сім'ю повернутися до вивчення людського суспільства, що призвело до конфлікту з Людиною-павуком . Медуза була незабаром захоплена Максимусом, який знову привласнив собі корону Нелюдів і ув'язнив Чорний Гром та Королівську родину. Але Чорний Грім ще раз використав свій потужний голос, звільнивши сім'ю та повернувши собі корону. Медуза ненадовго залишила Аттілан у спробі відновити голосові зв'язки Чорного Грому й опинилася під впливом асгардіанської чарівниці Чарівниці, після чого приєдналася до Леді-визволительниці. Коли Сью Річардс покинула Фантастичну четвірку, Медуза зайняла її місце. Після кількох місяців роботи в команді, Медуза закликала Ріда і Сью помиритися та повернулася до Аттілана, коли Сью повернулася до команди.
Після того, як Аттілан був перенесений на темний бік Місяця, вона та Чорний Грім одружилися, що зробило Медузу королевою. Коли Медуза завагітніла, через кілька місяців Генетична рада Аттілана вирішила, що їхня родина непридатна для зачаття дітей через нестабільність брата Чорного Грому Максимуса і наказала зробити аборт. Медуза втекла на Землю, живучи в пустелі, поки не народилася дитина. Повернувшись до Аттілана, Медуза продемонструвала сина генетичній раді, яка, у свою чергу, перенесла його на Землю для тестування. Дізнавшись про це, Медуза переслідувала дитину, через цей конфлікт Королівська сім'я та Генетична рада відмовилися від керівництва, хоча королівська сім'я незабаром була змушена відновити правління. Нині Медуза, королівська сім'я та інші Нелюди повернулися на Місяць, де почали відновлювати Аттілан. Медуза очолила спробу створити спілку між Нелюдями та людьми, починаючи з культурного обміну між дітьми обидвох суспільств.

## Сили та здібності
Найбільш відмінна особливість Медузи — її незвичайно довге волосся (понад 1,8 метра у довжину), кожна волосина не товстіша, ніж середнє пасмо людського волосся, але має більшу межу міцності ніж сталевий провід тієї ж товщини. Медуза має психокінетичну здатність керувати рухом свого волосся.
Волосся Медузи досить сильне, щоб піднімати та кидати важкі предмети до 1.6 тонн у вазі, а кожна окрема волосина самостійно може тримати приблизно вагу близько 3 кг. Для більшої досяжності Медуза може витягнути волосся, щоб подвоїти його довжину з мінімальною втратою межі міцності. Вона може використовувати волосся як батіг, а також для того, щоб сформувати гостру подобу списа для проколювання. Її контроль над волоссям досить точний, що вона може легко виконати дії, які вимагають великої спритності та складної координації, такі як друкування на клавіатурі, перетасовування карток або відкриття замку. У той час, коли Медуза використовує волосся як зброю, вона може одночасно використовувати його, щоб убезпечити себе від нападу, оскільки його надзвичайно важко пошкодити. Хоча її волосся немає нервів, вона може відчувати біль через псіонічну зв'язок.
Як представниця раси Нелюдів, Медуза також має більшу силу, швидкість, спритність, рефлекси і витривалість, ніж люди. Навіть не використовуючи волосся, вона досить сильна, щоб підняти приблизно одну тонну за нормальних умов. Вона також пройшла широке навчання у неозброєному бою. Хоча в більшості Нелюдей дуже слабкі імунні системи в порівнянні з людьми, Медуза провела достатньо часу у зовнішньому світі, що значно підвищило її імунітет, і на відміну від інших Нелюдів, на неї менше впливають бактерії, віруси та забруднювачі зовнішнього світу.
У молодому віці Медуза розвинула спеціальну форму комунікації із Чорним Громом. Вона може інстинктивно прочитати мову тіла свого чоловіка, його особливості та наміри краще, ніж будь-хто, і довго служила його особистим перекладачем. Як королева Нелюдів, Медуза показала зразкові якості лідерства, і часто вважається, що вона є справжньою керівною силою свого народу, а не Чорним Громом.

## Альтернативні версії

### Земля Ікс
В альтернативному майбутньому Землі Ікс, обсяг волосся Медузи різко зріс. Вона втратила Чорний Гром і може втратити сина Ахуру. Медуза є чинним правителем і королевою Нелюдей. Багато хто з її друзів і спільників, що залишилися, мутували у зв'язку з інцидентами на Землі. Для того, щоб пов'язати докупи деякі впливові угруповання, що залишилися на Землі, Капітан Британія робить їй пропозицію. Їхня історія продовжується в міні-серіалі Paradise X . Проте статус їхніх стосунків та політичних позицій змінюється, коли ймовірно втрачена дружина Капітана Британії Мегган повертається до життя.

### Відродження героїв
Рідне місто Медузи Аттілан приймає Фантастичну четвірку. Як і в інших реальностях, вона говорить про свого чоловіка Чорного Грому. Четвірка просить допомоги Нелюдів, щоб зупинити плани Максимуса Божевільного, який шукає спосіб контролювати Туман Терріген . Нелюди спочатку не розуміють запиту героїв, що призводить до бою, в якому Медуза показує себе здібним бійцем.
У цьому всесвіті Нелюди поклоняються Галактусу, і Королівська Рада надає повагу йому та його Герольдам у вигляді статуй, що стояли в Аттілані.

### Marvel 1602
Медуза з'являється в Marvel 1602 у мінісерії 1602: Fantastick Four як член Чотирьох, хто страшніший і коханкою Чародея . Як і її версія в Ultimate, у неї змії замість волосся. Вона також повинна носити паранджу, щоб запобігти перетворенню її поглядом чоловіків на камінь. У той час, як у вступі її описують як представницю Нелюдів, її походження не згадується.

### Мутанти Ікс
Після того, як Королева Гоблінів та вампір Дракула знищують героїв Землі у спробі завоювати Мультивсесвіт, команда Нелюдів, включаючи Медузу, та Вічних атакують лиходіїв. Вони борються у самому серці Вашингтона, де Дракула легко вбиває всю групу.

### Зомбі Marvel 3
У Marvel Zombies 3 № 2 вона разом з королівською родиною Нелюдів показана як зомбі, який побував у зомбі Кінгпіна, щоб попросити їжі, яку вони отримують. Під час наступної появи вона стикається з Людиною-машиною .

### Ultimate
Версія Медузи всесвіту Ultimate вперше з'явилася в Ultimate Fantastic Four у випуску Annual 1: Inhuman . Вона так само є королевою Нелюдей та дружиною їхнього лідера Чорного Грому. Як і її тезка з грецької міфології, у цьому всесвіті вона має шкіру зеленого кольору та змій замість волосся. Не було зазначено, чи має її волосся тими ж здібностями, що і в класичному всесвіті. Як і Кристал, Горгон тут є жінкою та сестрою Медузи. Брат Чорного Грому Максимус не демонструє жодних романтичних почуттів до Медузи.
На відміну від інших версій, Медуза проти всіх зв'язків з Фантастичною четвіркою і вважає, що Нелюди та люди ніколи не повинні змішуватися у світі. Вона також демонструє крайній ступінь лояльності до свого народу, заявивши, що має відкласти убік своє особисте щастя на благо Аттілана. Незважаючи на такі настрої, вона висловлює жаль з приводу нездатності чоловіка озвучити свої почуття. Коли Чорний Грім дійсно відчуває необхідність безпечно говорити, він видає звуки жалю з приводу дій Кристал.

## Поза коміксами

Серінда Суон у ролі Медузи у телесеріалі «Надлюди»

### Телебачення
У серіалі « Надлюди» 2017 року Медузу зіграла Серінда Суон. За сюжетом вона під час заколоту Максимуса втрачає своє волосся, а пізніше за допомогою Локджо переноситься з Аттілана, що знаходився на Місяці, на Гаваї. Там вона намагається знайти Чорного Грому. Під час сутички з Оран Медуза вбиває останню, але та потім воскресає. Наприкінці 3 серії намагається врятувати Чорного Грому з в'язниці, але він летить на гелікоптері, відразу після цього Медуза зустрічає Луїзу Фішер, співробітницю приватної аерокосмічної компанії, зацікавленої аномаліями, викликаними переміщенням Локджо.

### Мультсеріали
- Медуза з'явилася в мультсеріалі «Фантастична четвірка» 1978 року, де була лідером Нелюдів
- У мультсеріалі «Людина-павук» 1981 Медуза, озвучена Бі Джей Уард, з'явилася в одному епізоді серіалу, де була підконтрольна Чародею, але разом з Людиною-павуком їй вдається вийти з-під контролю і перемогти лиходія.
- Медуза разом з іншими представниками раси Нелюд з'являється в декількох епізодах 2-го сезону мультсеріалу «Фантастична четвірка» 1994 року, де її озвучує Іона Морріс.
- Медуза з'являється у третьому сезоні мультсеріалу «Людина-павук. Щоденник супергероя», де її озвучує Мері Фейбер .
- Медуза з'являється в 22-й серії мультсеріалу Халк і агенти «У. Д. А. Р.», де її знову озвучує Мері Фейбер.

### Відеоігри
- Медуза є грабельним персонажем у грі «Marvel: Contents of champions»
- Медуза з'явилася у грі Marvel: Ultimate Alliance, де її озвучила Ненсі Лінарі.
- Грабельний персонаж у Marvel Future Fight